# ساندي بوريل
ساندي بوريل (بالإنجليزية: Sandy Burrell)‏ هو لاعب كرة قدم بريطاني في مركز ظهير ‏، ولد في 25 مايو 1955 في إدنبرة في المملكة المتحدة. لعب مع نادي فالكيرك ونادي ليفينغستون وهارت أوف ميدلوثيان.